# Сосновоборск (Красноярский край)
Сосновобо́рск — город в России, в Красноярском крае. Входит в Красноярскую агломерацию. Быстрорастущий город с позитивной демографической динамикой. Население —  40 442 (2021)
В рамках административно-территориального устройства является краевым городом. В рамках муниципального устройства образует муниципальное образование город Сосновоборск со статусом городского округа как единственный населённый пункт в его составе.

## История

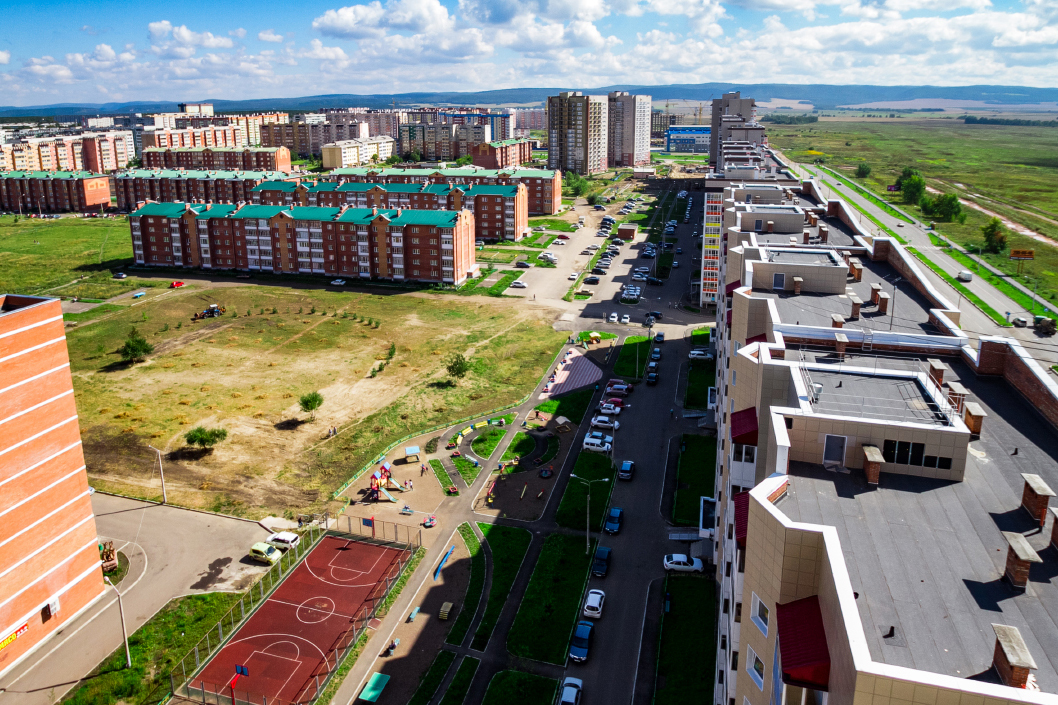
Вид нового района Сосновоборска

Основан в 1971 году как рабочий посёлок в связи со строительством Красноярского завода автомобильных и тракторных прицепов и полуприцепов. С 1973 года называется Сосновоборском; название мотивировано окружающими посёлок сосновыми борами. Некоторое время являлся частью Ленинского района города Красноярска. Статус города — с 1985 года.
В 1970 году правительством было принято решение о строительстве в районе Красноярска крупнейшего завода прицепной техники для автомобилей КамАЗ. Одновременно было начато строительство Сосновоборска. Первым директором завода был Юрий Иванович Матвеев, ставший впоследствии первым почётным гражданином города. В настоящее время в городе мало развита инфраструктура, так как он, быстро застраиваясь, по сути является спальным районом Красноярска.

## География
Город расположен на правом берегу Енисея, в 14 км к северо-востоку от Ленинского района Красноярска и в 9 км — от Советского. Территория города — 15 км². Общая протяжённость городских улиц — около 30 км. Общая площадь зелёных массивов и насаждений — около 50 га.

## Население
| 1979    | 1989    | 1992    | 1996    | 1998    | 2000    | 2001    | 2002    |
| ------- | ------- | ------- | ------- | ------- | ------- | ------- | ------- |
| 12 650  | ↗29 686 | ↗30 900 | ↘30 400 | →30 400 | ↗30 500 | →30 500 | ↗30 586 |
| 2003    | 2005    | 2006    | 2007    | 2008    | 2009    | 2010    | 2011    |
| ↗30 600 | ↗30 700 | ↘30 400 | ↘30 200 | ↘30 100 | ↗30 257 | ↗33 091 | ↗33 100 |
| 2012    | 2013    | 2014    | 2015    | 2016    | 2017    | 2018    | 2019    |
| ↗33 805 | ↗34 499 | ↗35 532 | ↗37 093 | ↗38 415 | ↗39 375 | ↗40 128 | ↗40 614 |
| 2020    | 2021    |         |         |         |         |         |         |
| ↗41 080 | ↘40 442 |         |         |         |         |         |         |

На 1 января 2025 года по численности населения город находился на 367-м месте из 1124 городов Российской Федерации.
Демографическая ситуация в городе характеризуется интенсивным ростом численности населения. За межпереписной период 2002—2010 гг. число жителей города увеличилось на +8,2 %. По темпам роста населения Сосновоборск обогнал на тот момент Красноярск, где рост составил +7,2 %. С 2010 по 2020 год население выросло на 22,7 %.

## Местное самоуправление
Сосновоборский городской Совет депутатов шестого созыва.
Дата формирования: 09.2020. Срок полномочий: 5 лет. Состоит из 21 депутата.
Председатель
- Пучкин Борис Михайлович

Глава города Сосновоборска
- Кудрявцев Алексей Сергеевич. Дата избрания: 24.04.2020

## Экономика
Основные предприятия города
- Енисейский фанерный комбинат (производство продукции началось 5 июня 2011 года[30], 11 ноября 2014 года признан банкротом).
- Красноярский завод «Европласт» (ПЭТ-преформа).[значимость факта?]
- «Делси-С» (реализация и переработка рыбо- и морепродуктов).[значимость факта?]

## Транспорт
В Сосновоборске есть внутригородские автобусы № 1, 2 и 3. Автобус № 1 появился в городе 29 марта 2013 года. Автобус № 2 появился в городе 31 октября 2014 года. Автобус № 3 появился в городе 01 января 2020 г. Цена проезда на городском автобусе составляет 39 рублей.
Сосновоборск связан автобусными маршрутами с Красноярском и Железногорском, а также с посёлком Подгорным. Значительная часть жителей Сосновоборска работает в краевом центре, совершая ежедневные утренние и вечерние поездки.
В ближайших планах — введение в эксплуатацию движения электропоездов по железнодорожному пути Железногорского горно-химического комбината от железнодорожного вокзала Красноярска через Сосновоборск до Железногорска.
Развязка на въезде в город
Долгое время въезд в Сосновоборск был возможен только через железнодорожный переезд в северной части города, что доставляло массу проблем из-за недостаточной пропускной способности, приводящей к заторам. В связи с этим было принято решение о строительстве нового въезда в город в виде двухуровневой развязки. Строительство началось в сентябре 2009 года. Открытие состоялось 23 ноября 2010 года. Дорога Красноярск — Железногорск на этом участке расширена до четырёх полос. Развязка не располагает выездом из города в сторону Железногорска — туда есть возможность выехать через сохранённый переезд. Въезд в Сосновоборск стал ближе к Красноярску на семь километров.

## Социальная сфера
В городе пять общеобразовательных школ (в их числе одна гимназия), дом детского творчества, детская школа искусств, механико-технологический техникум, дошкольные учреждения, детско-юношеская спортивная школа, стадион «Торпедо», Дом культуры «Мечта», центр досуга, редакция газеты «Рабочий», сеть магазинов «Пятерочка», «Командор», «Красный Яр». Реализацией молодежной политики на территории города занимается МАУ "Молодежный центр".
Спорткомплекс «Надежда», «Колизей», Лыжная база «Снежинка». На территории ведёт активную работу Красноярский региональный фонд «Красноярье без сирот».